# جورجتو جوجارو
جورجتّو جوجارو (به ایتالیایی: Giorgetto Giugiaro) (متولد ۷ اوت ۱۹۳۸) طراح اتومبیل ایتالیایی است. او عمدتاً اتومبیل‌هایی با کاربرد روزمره یا خودروهای سوپر اسپورت طراحی می‌کند. جوجارو متولدِ گارسّیو در شهرستان کونئو در استان پیه‌مونتهٔ ایتالیا است. او در سال ۱۹۹۹ «طراح اتومبیل قرن» نام گرفت و در سال ۲۰۰۲ به تالار مشاهیر صنعت اتومبیل‌سازی وارد شد.
علاوه بر طراحی اتومبیل، جوجارو برای شرکت نیکون بدنهٔ دوربین عکاسی و برای شرکت اپل کامپیوترهای نمونه طراحی کرده‌است. او حتی شکلی از پاستا به نام «ماریله» (به ایتالیایی: Marille) را در ۱۹۸۳ طرح زد که توفیق زیادی نداشت و تولیدش خیلی زود متوقف شد.
وی یکی از بنیانگذاران شرکت ایتال‌دیزاین در سال ۱۹۶۸ است.